# Igreja Rosário dos Homens Pretos da Penha
Igreja Rosário dos Homens Pretos da Penha é uma igreja situada no bairro da Penha de França, na região leste da cidade de São Paulo. É um importante patrimônio histórico da cidade, construída pela Irmandade dos Homens Pretos. A edificação dá nome ao Largo do Rosário.

## História

### Construção
Construída no século XIX, mais precisamente em 16 de junho de 1802, é a única edificação erguida por negros que se mantém intacta em seu local original. A igreja foi construída depois que uma petição feita em 16 de junho de 1802 dirigida ao Bispo de São Paulo, solicitando a autorização para a construção de uma capela, foi aprovada. Dirigida pelo vigário Antônio Benedito de Camargo, a construção só teve início em 24 de julho de 1904, quando a pedra fundamental foi lançada.
A fim de arrecadar os fundos necessários para dar início à construção da pequena capela, os membros da Irmandade pediram esmolas pelas ruas da cidade durante cinco anos. O templo só veio a ser inaugurado dois anos depois do início da construção, com o traslado das imagens sendo feito nos dias 21 e 22 de abril de 1906. Mesmo com a capela sendo pequena e simples, já representava uma grande conquista para a Irmandade, porque nesse período duas das suas igrejas foram demolidas: uma em Guarulhos, para dar lugar ao calçadão, e outra no centro da cidade de São Paulo, sendo que a última mais tarde viria a ser reconstruída no Largo do Paissandu, após um acordo com a Prefeitura de São Paulo.

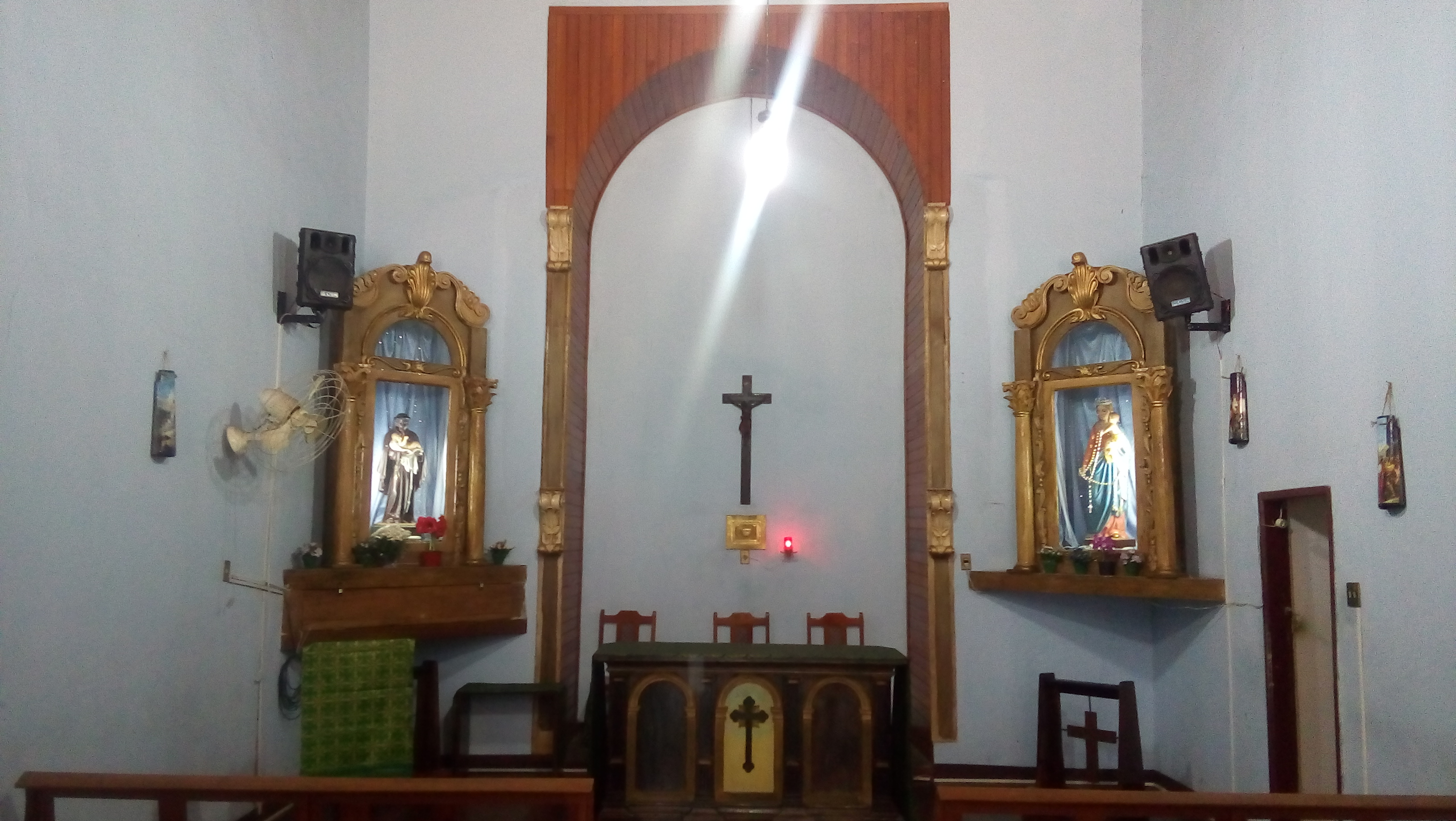
Altar e imagens da igreja do Rosário

### As Irmandades de Nossa Senhora do Rosário
A primeira irmandade de que se tem notícia originou-se em São Tomé, na África, durante o século XVI. Um século mais tarde, seria construída a primeira igreja de Nossa Senhora do Rosário em Angola. No Brasil, os jesuítas fundaram diversas irmandades a fim de congregar os escravos nos engenhos. Durante o século XVII, foi fundada a primeira igreja dedicada à Nossa Senhora do Rosário, no Rio de Janeiro. Ao longo deste século, diversas igrejas seriam construídas, principalmente nas regiões Norte e Nordeste. No século XVIII, as irmandades iriam assumir a administração dessas igrejas e os cultos. Isso foi algo de tremenda importância, pois aos negros não era permitida a entrada nos templos dos brancos. Assim, com as igrejas pertencendo às irmandades, os negros teriam um local de culto.
Curiosamente, no início do século XX, diversas igrejas pertencentes às irmandades foram demolidas e reconstruídas posteriormente, restando apenas algumas que preservam a arquitetura original, como a Igreja do Rosário dos Homens Pretos da Penha.

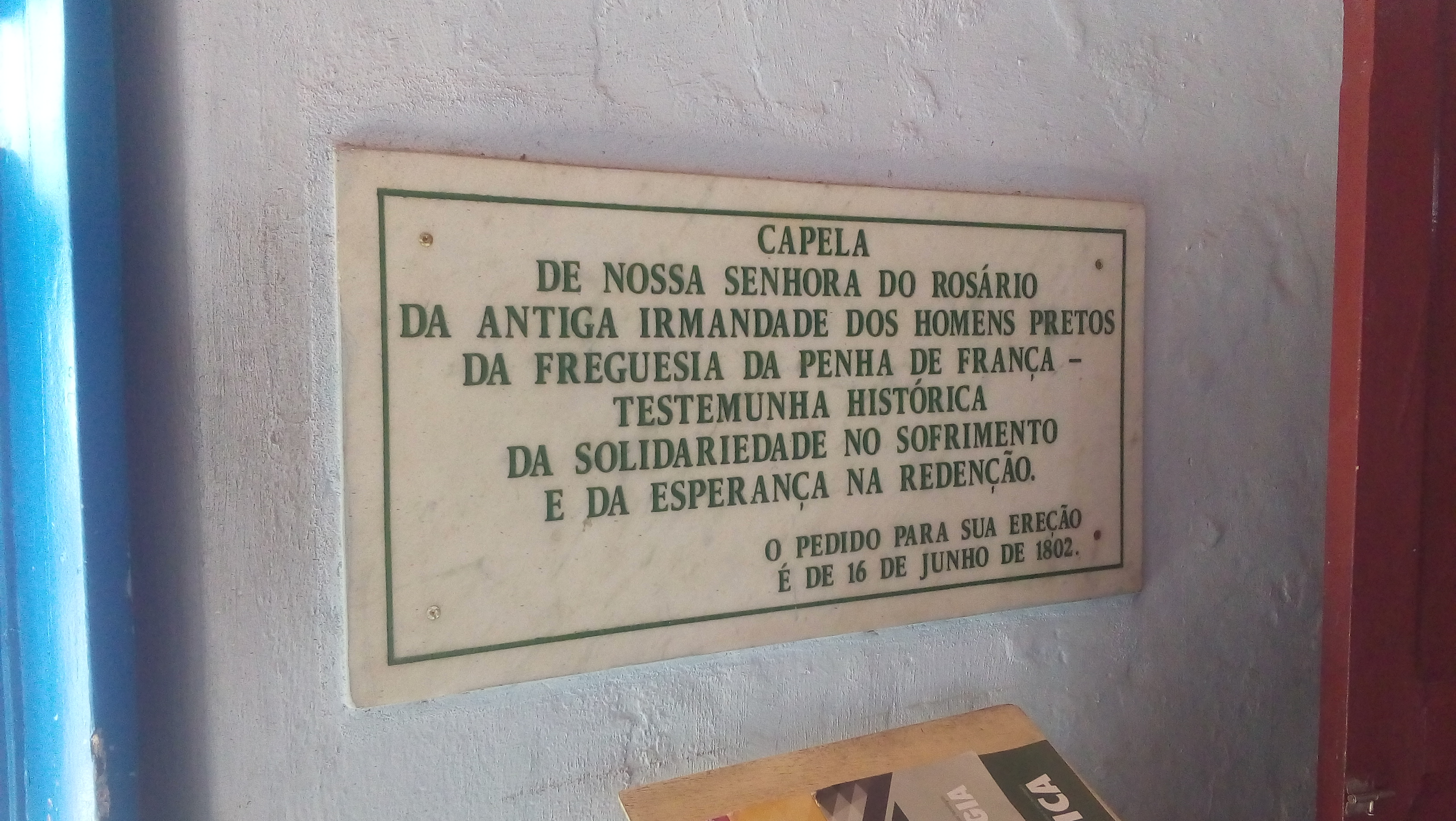
Placa informativa sobre a Igreja do Rosário dos Homens Pretos da Penha

Em São Paulo, a Irmandade dos Homens Pretos foi criada no século XVIII, mais precisamente em 2 de janeiro de 1711, quando São Paulo ainda era governada pelo capitão-general D. Antônio de Albuquerque Coelho Carvalho. Até hoje, a Irmandade é a entidade que mantém a igreja, que nunca passou por uma restauração.
A Igreja carrega ainda o peso de ser o único patrimônio material da cidade de São Paulo construído por negros no século XVIII que se mantém inteiro no seu local de origem, sendo uma evidência da arquitetura colonial paulista e da cultura afro-brasileira que resiste até os dias atuais graças às ações culturais como a Festa dos Homens Pretos.

## A Festa do Rosário e São Benedito

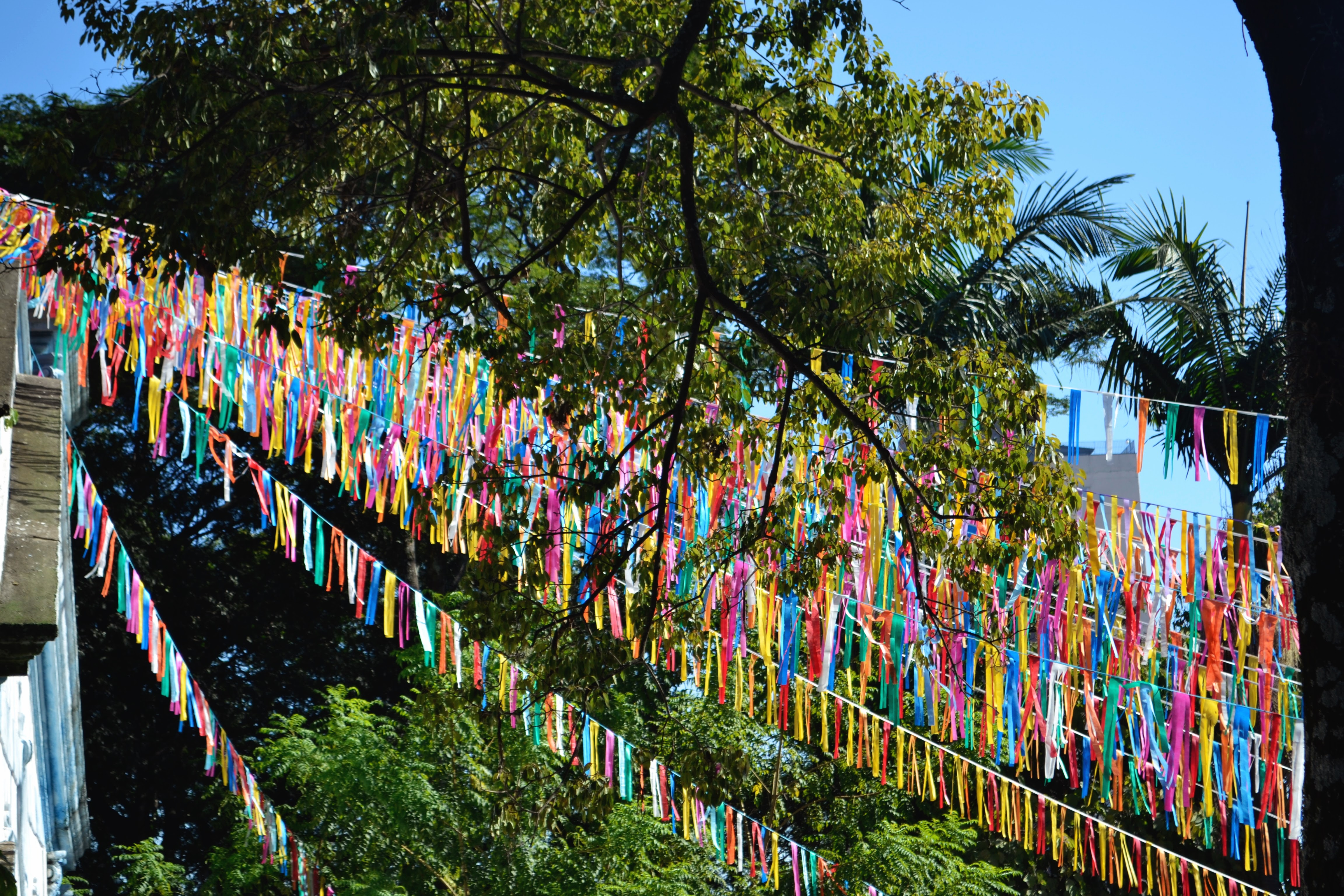
Aspecto da decoração da festa anual, realizada em frente à Igreja

No ano de 2002, quando se aproximou o aniversário de 200 anos da igreja, um grupo, chamado de Comissão do Rosário dos Homens Pretos da Penha de França, se organizou para celebrar uma festa de conscientização sobre a relevância deste patrimônio para a cidade e para o testemunho da presença do negro no município. A festa passou a ocorrer anualmente, e chegou a ser incluída no calendário oficial da cidade de São Paulo.
Tendo início no primeiro domingo do mês de junho com o levantamento do mastro, a festa tem seu ponto alto no dia 21, quando ocorre a tradicional coroação dos ''reis da festa'' e a evolução de 17 grupos de cultura popular, o que inclui os congadas, os moçanbiques, os maracatus e folias de São Paulo e Minas Gerais, por exemplo.
Atualmente tal Comissão é composta por pessoas físicas, representantes de coletivos artísticos e culturais, de pastorais afros, representantes de associações sem fins lucrativos, que regularmente participam das reuniões de trabalho e que se comprometem em promover a cultura afro-brasileira tanto dentro quanto fora do bairro.

## A Penha
Sendo o bairro mais antigo de São Paulo depois de Santo Amaro, a Penha possui grande relevância histórica, e só veio a se tornar um bairro paulistano no início do século XX, com a chegada do bonde. Durante algum tempo, a Penha foi um bairro do antigo município de Nossa Senhora de Conceição, conhecido hoje como Guarulhos. Com o crescimento da capital paulista, a Penha tornou-se um bairro agregado na Zona Leste da cidade. Durante a Revolução Tenentista, o governador de São Paulo da época, Carlos de Campos, buscou refúgio da revolta nesse bairro, depois de ter o Palácio dos Campos Elíseos tomado, e foi de lá que durante três meses, ele efetuaria seus despachos.

## Significado histórico e cultural

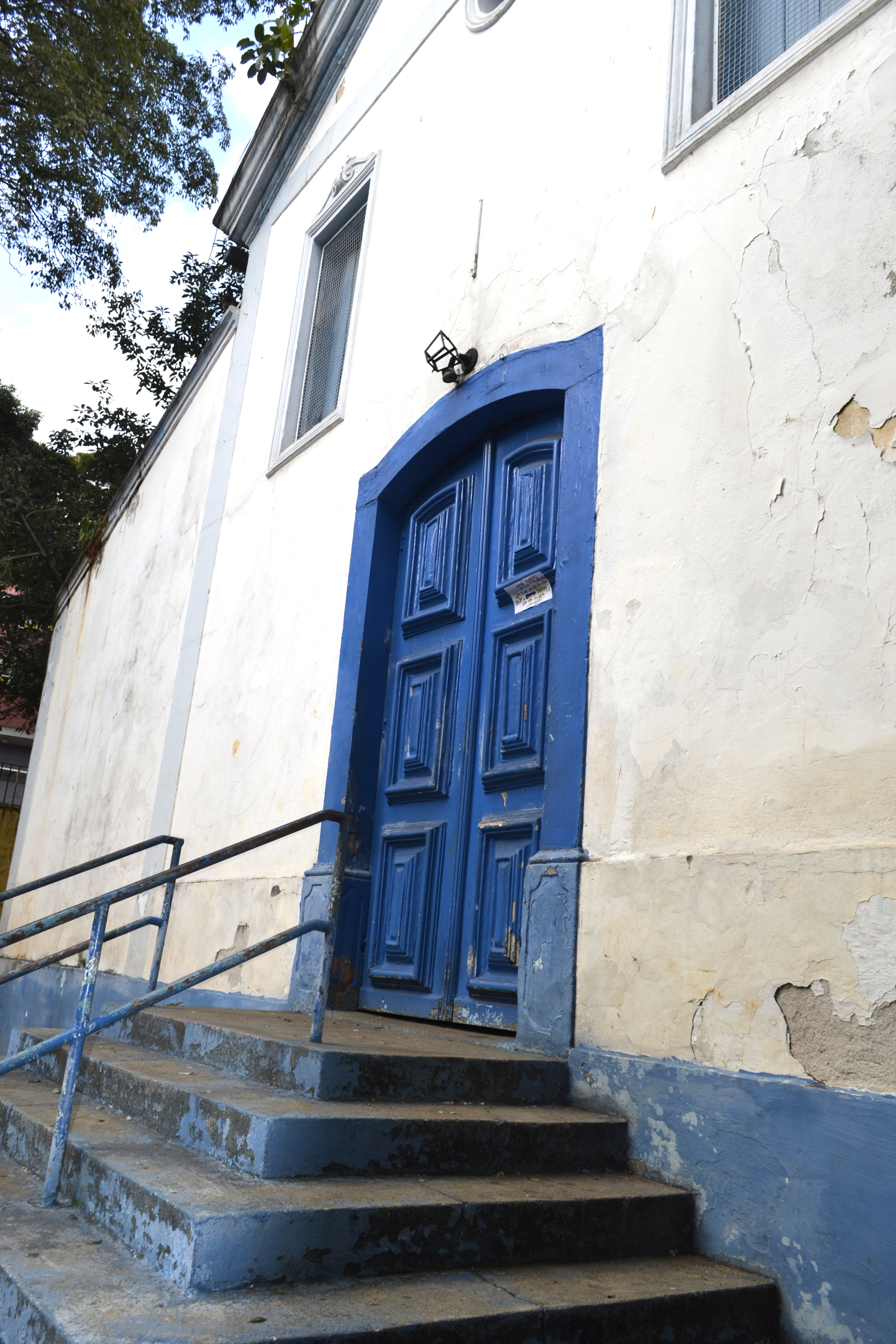
Entrada principal da igreja, 2021

A importância desta igreja para a cidade de São Paulo é derivada do fato de ter sido construída pela Irmandade dos Homens Pretos, um grupo fundado por negros escravizados no século XVIII. Seu significado transcende a simplicidade do edifício, feito em taipa de pilão e contando apenas com uma nave, capela-mor, galeria lateral e sacristia, devido à falta de recursos da Irmandade.
Com a finalidade perpetuar a lembrança dos antepassados que resistiram ao jugo da escravidão no Brasil e refletir sobre nossa história, a Comissão realiza desde 2002 a Festa do Rosário dos Homens Pretos da Penha de França, que ocorre durante todo o mês de junho, sendo celebrado no dia 16 seu reconhecimento como templo católico, ocorrido em 1802.   

### Tombamento
O edifício foi tombado em 1982, como consta na Resolução nº 37/92 do CONDEPHAAT. A decisão se deu no dia seguinte ao tombamento da antiga Estação Brás da São Paulo Railway. A Lei em que se baseou o tombamento protege o edifício de quaisquer modificações externas, inclusive restaurações, sem autorização prévia da Secretaria da Cultura. Em 1991, o edifício oi também tombado pelo CONPRESP (Resolução 05/1991).

## Galeria

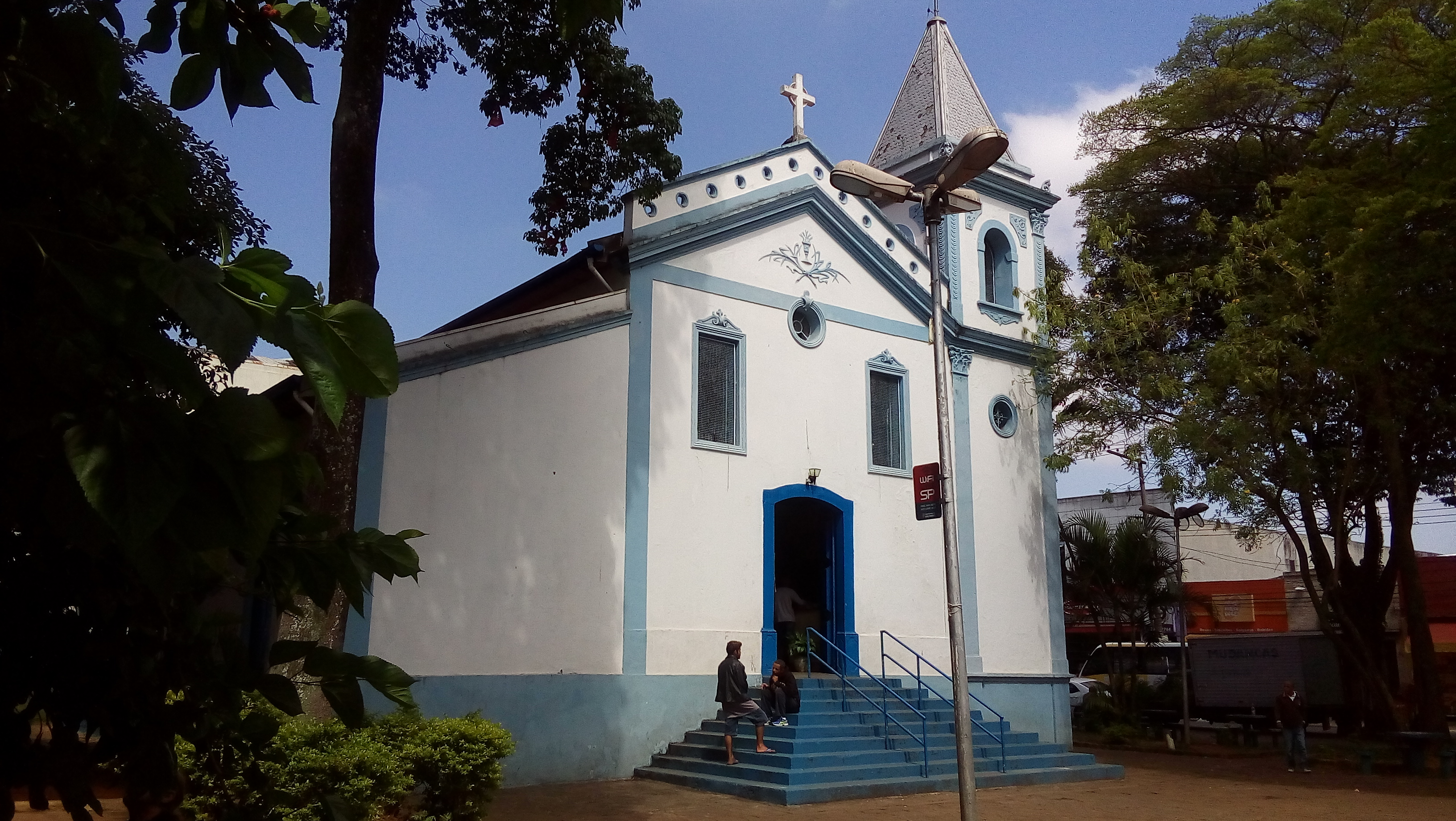
Fachada da Igreja do Rosário dos Homens Pretos da Penha
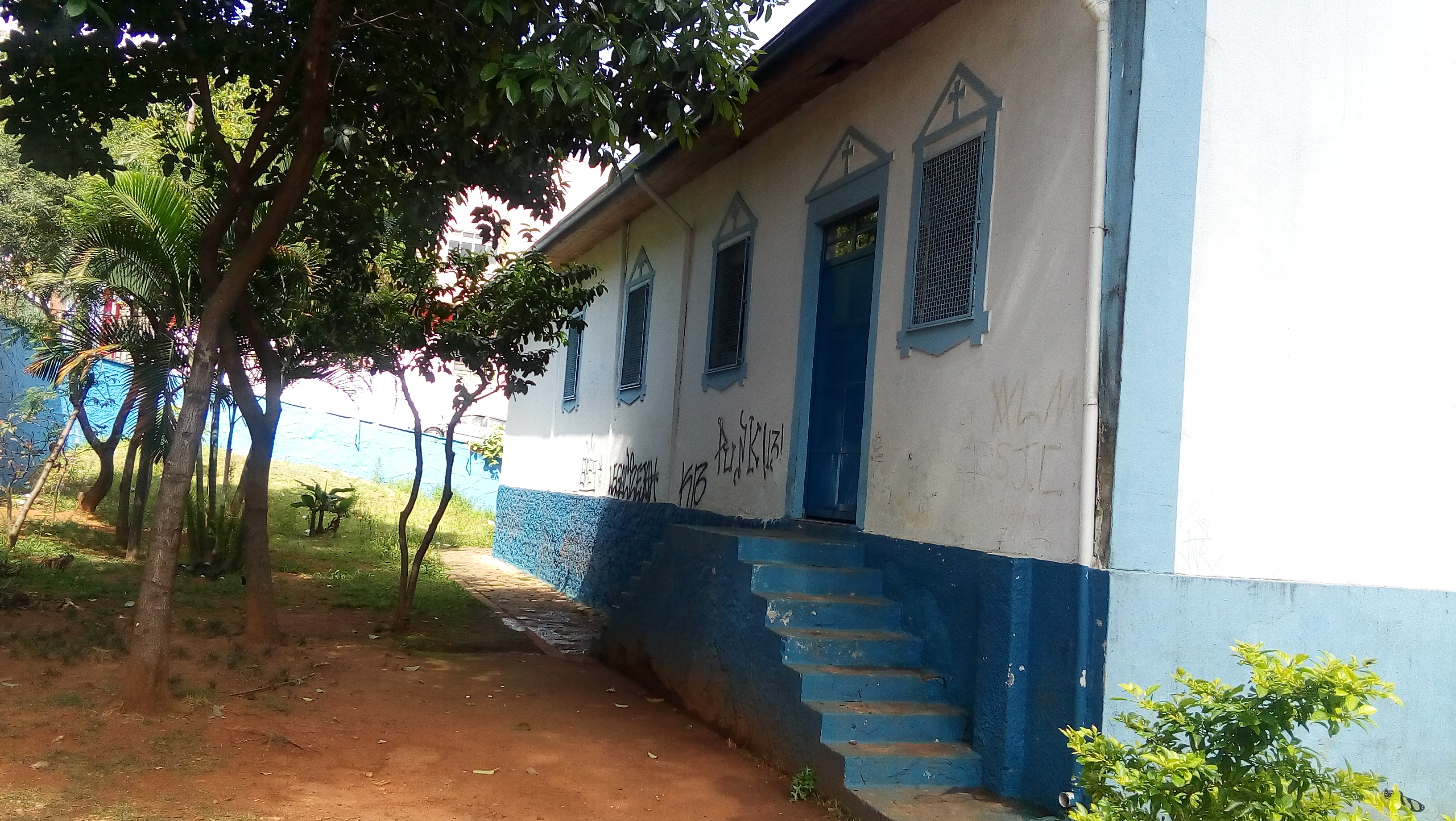
Lateral da Igreja do Rosário
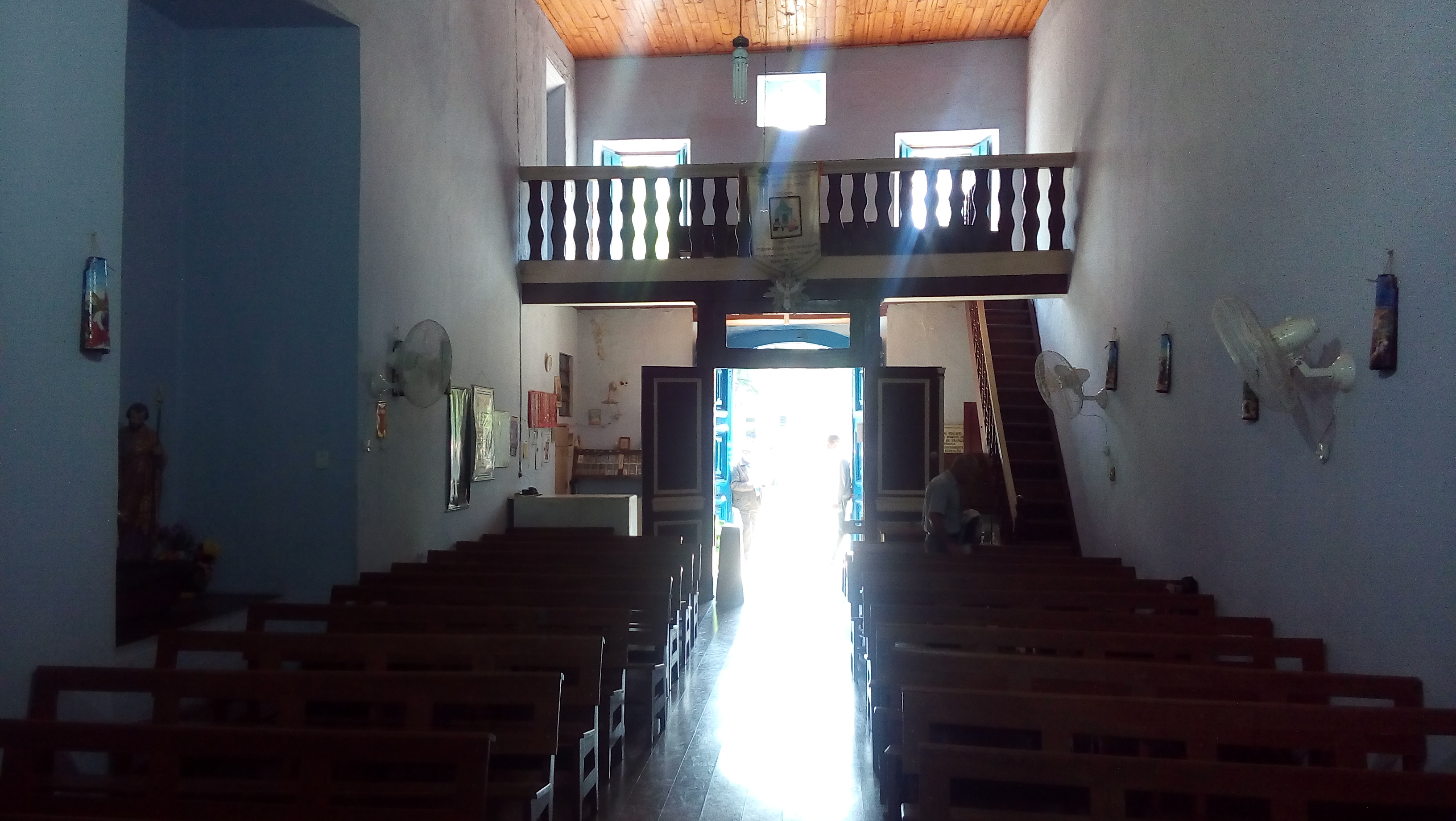
Interior da Igreja do Rosário
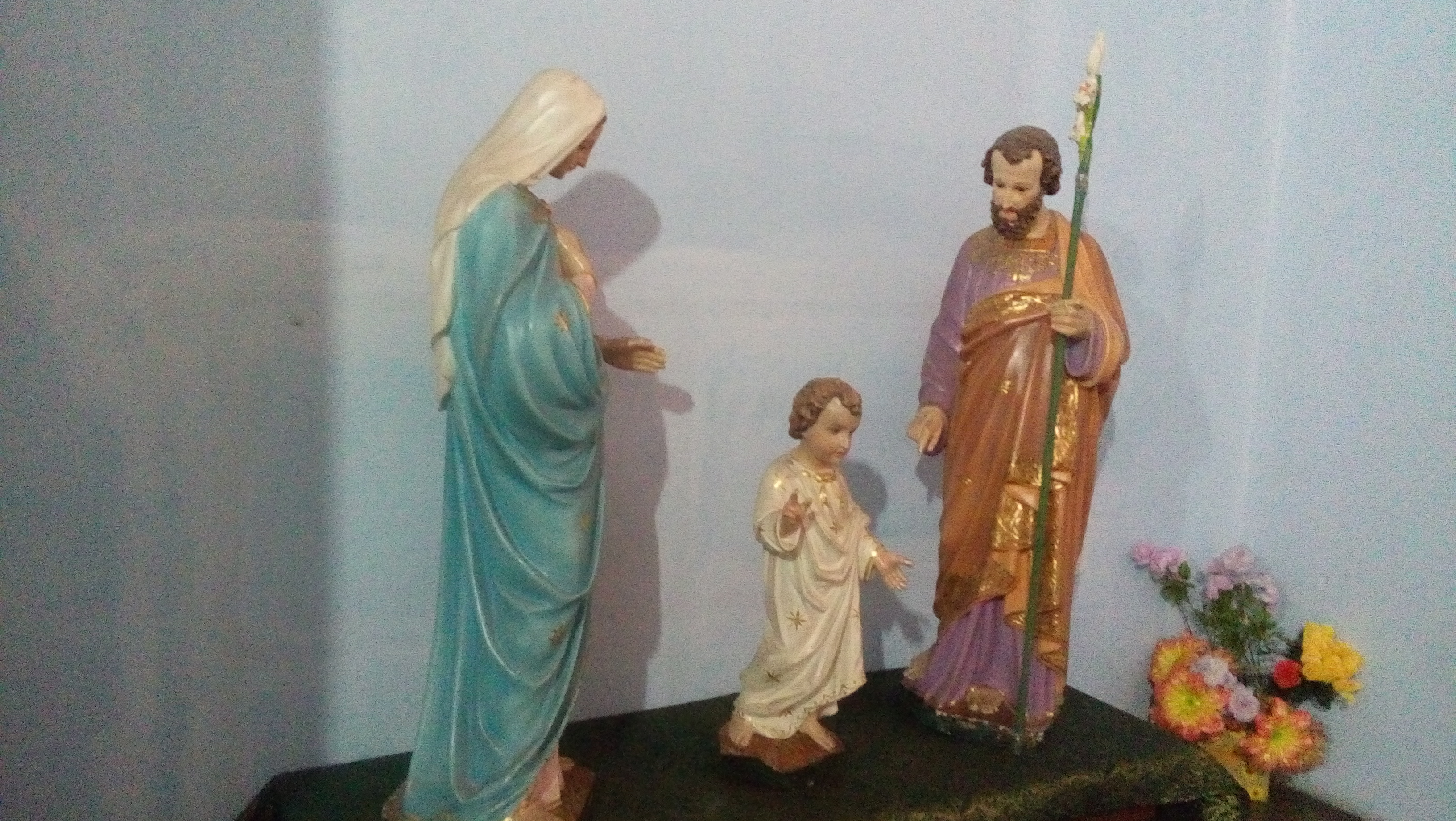
Imagens sacras da Igreja
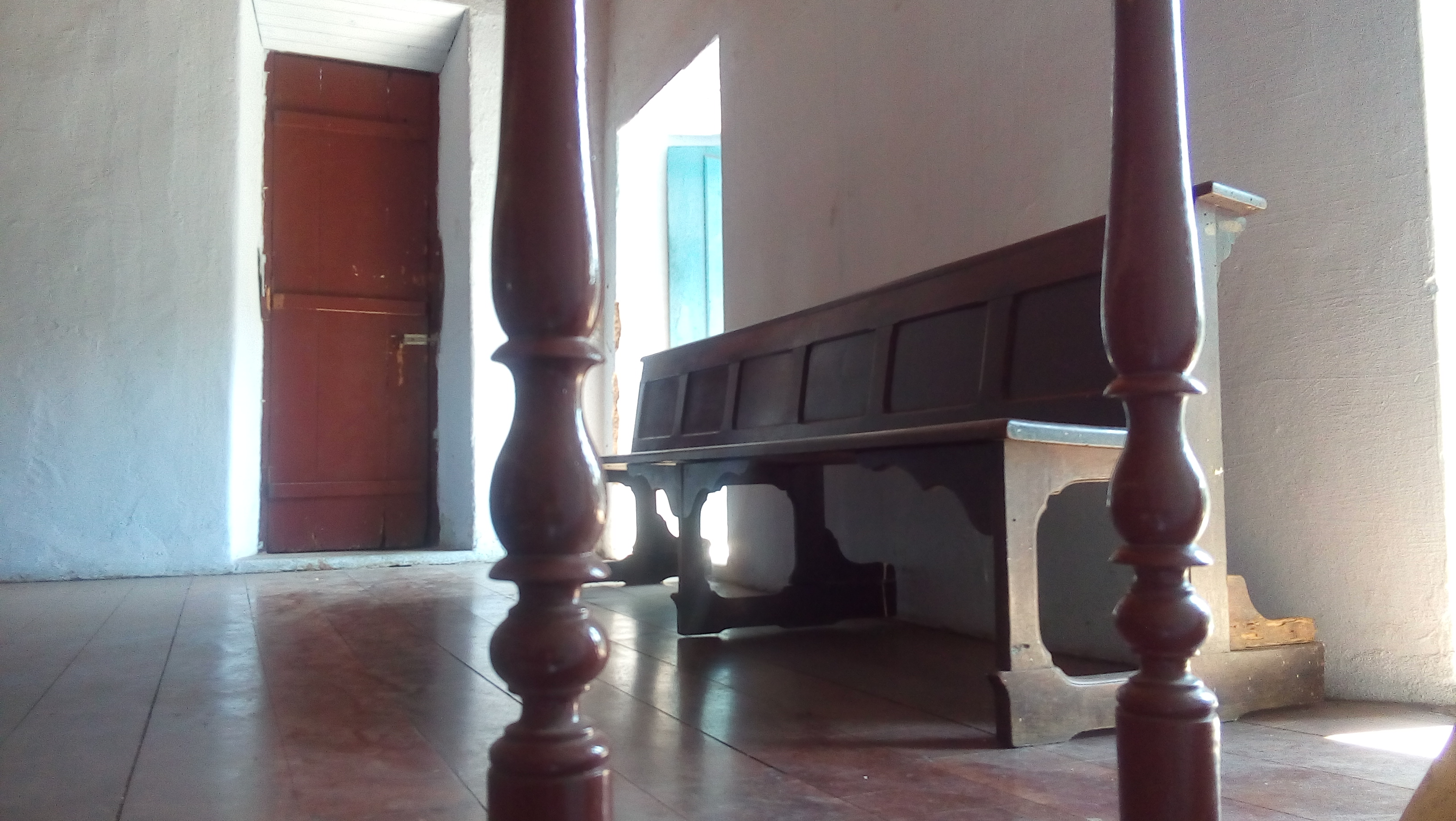
Mezanino da Igreja
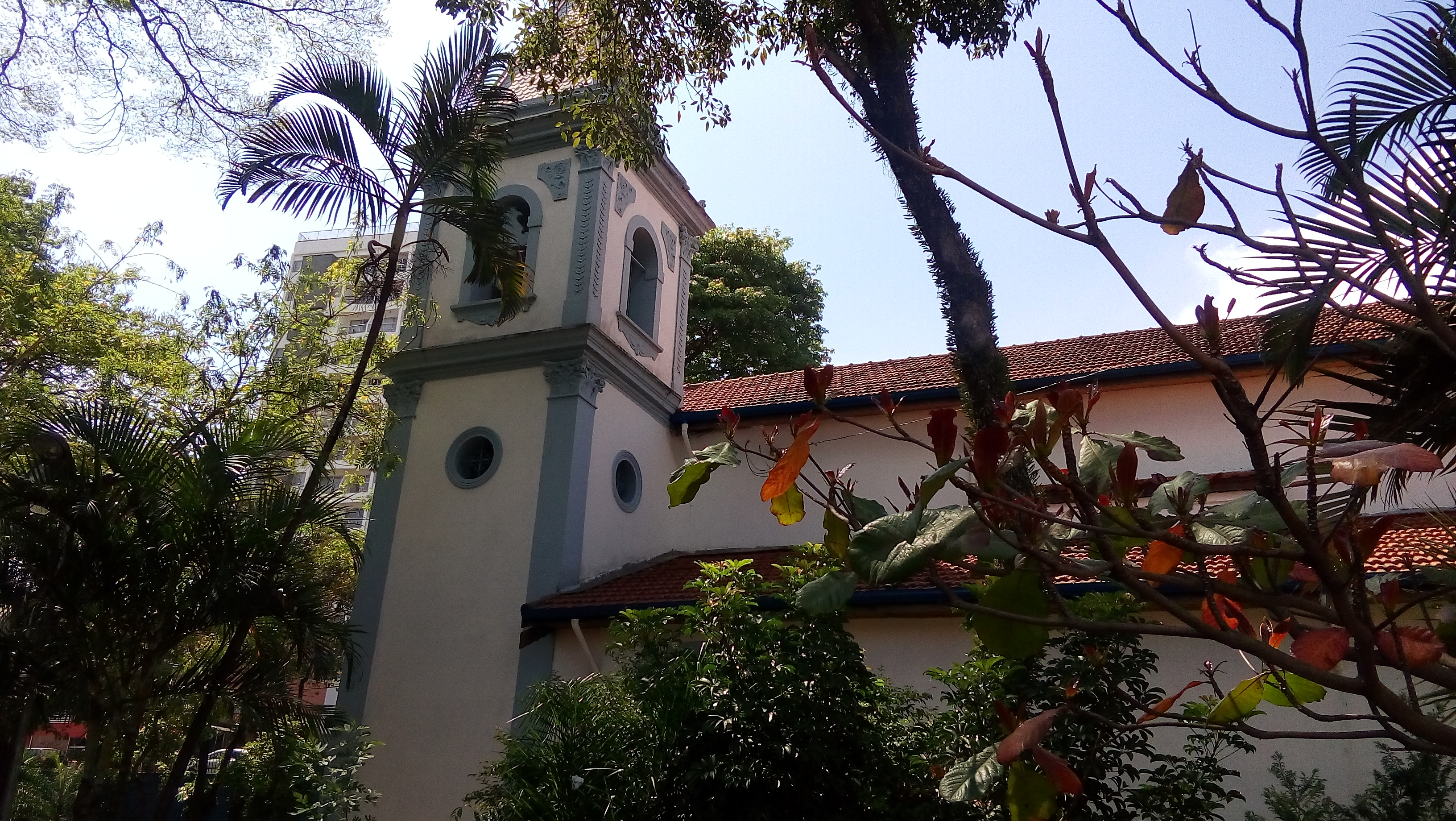
Torre da Igreja
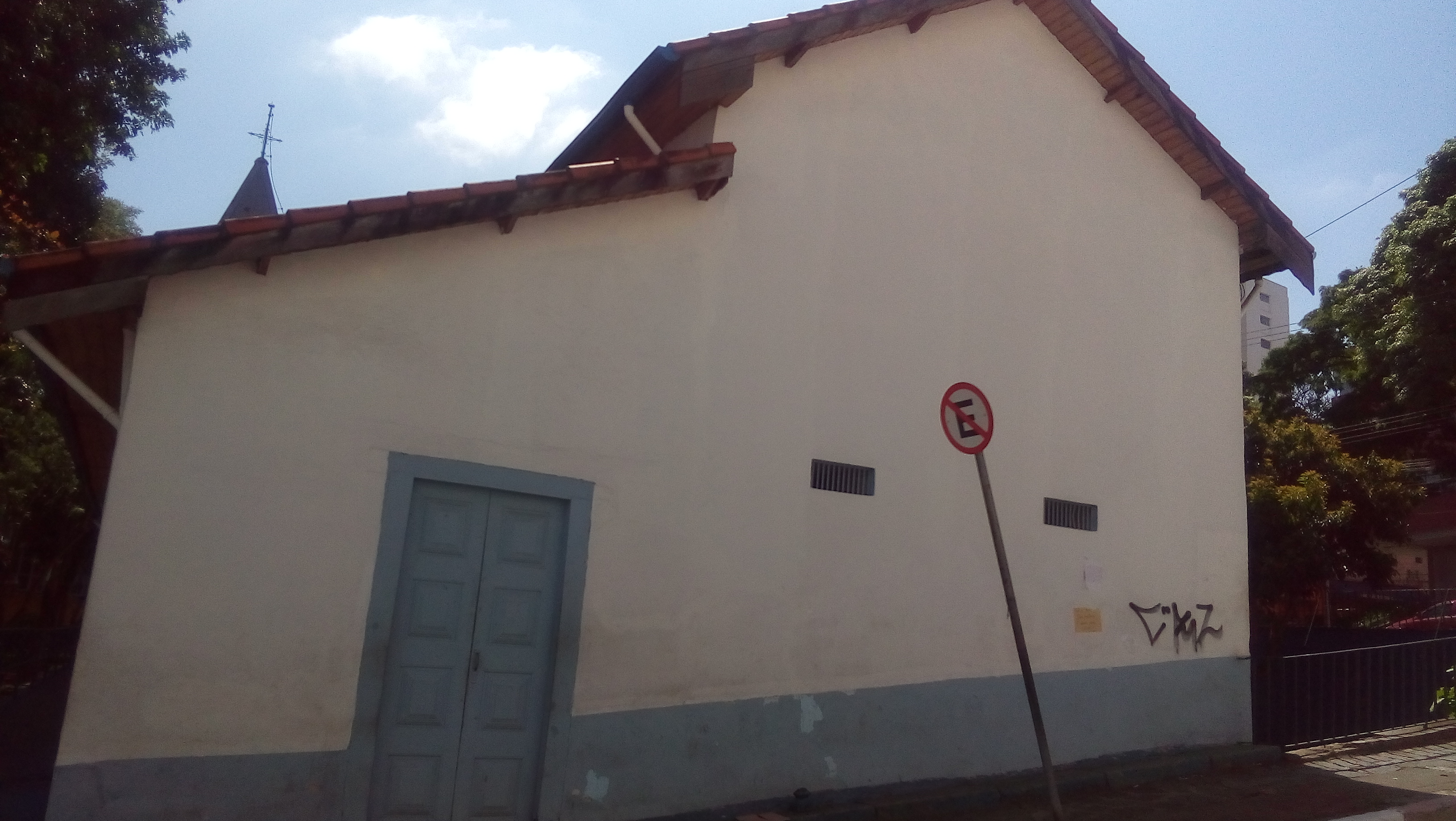
Fundos da Igreja
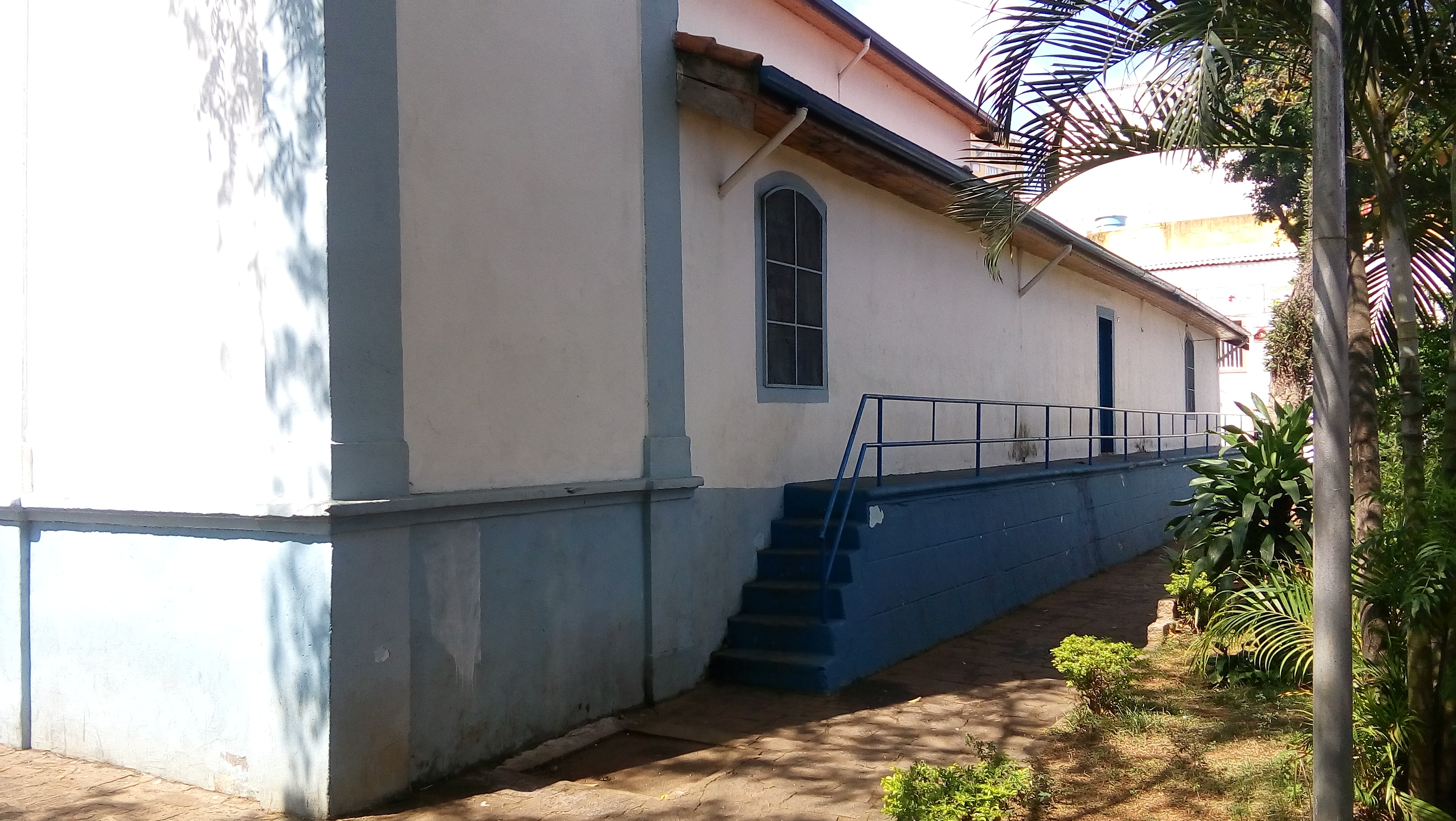
Lateral da Igreja do Rosário